# Nancyana curva
Nancyana curva är en insektsart som beskrevs av Freytag 1990. Nancyana curva ingår i släktet Nancyana och familjen dvärgstritar. Inga underarter finns listade i Catalogue of Life.